# 北部諸島市 (北マリアナ諸島)

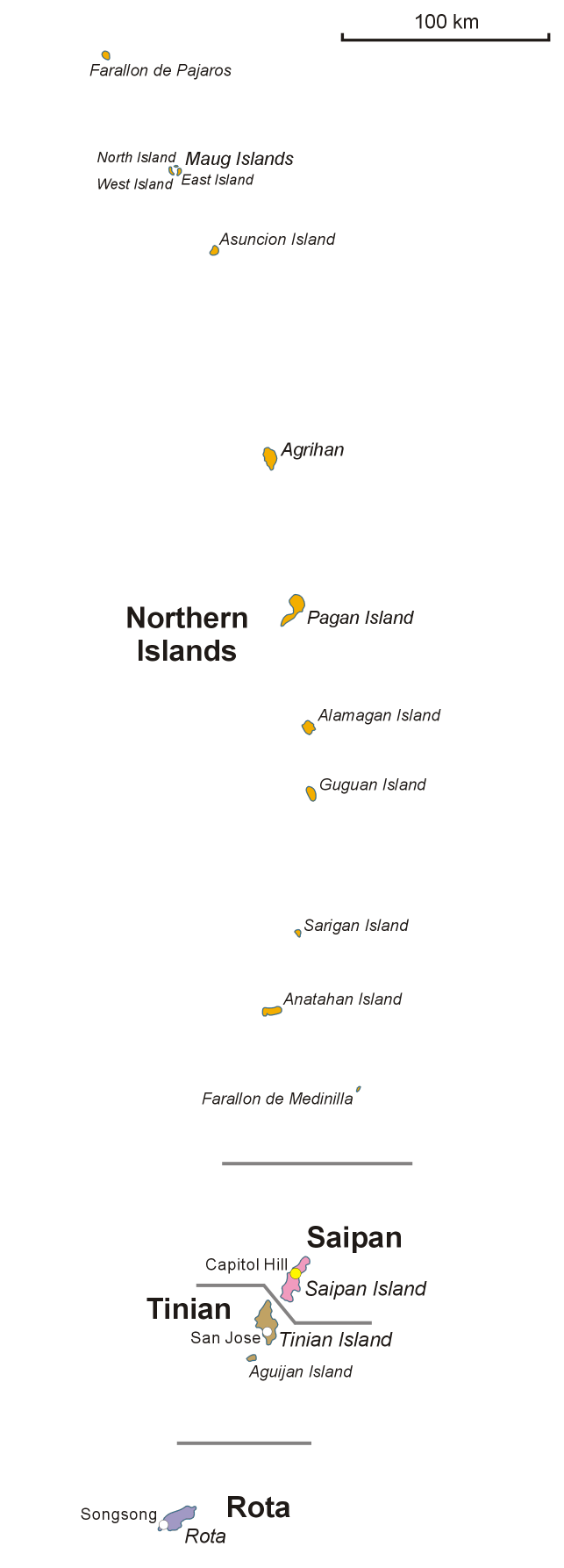
北マリアナ諸島の行政区分

北部諸島市（ほくぶしょとうし、英語: Northern Islands Municipality）は、アメリカ合衆国自治領北マリアナ諸島にある4つの基礎自治体（市）のひとつ。サイパン島の北に長く連なる、北マリアナの北部諸島からなる。所属する島は北から順番に、ファラリョン・デ・パハロス島、マウグ島、アスンシオン島、アグリハン島、パガン島、アラマガン島、ググアン島、サリガン島、アナタハン島、ファラリョン・デ・メディニラ島。沖合の小島嶼や岩礁も含めた面積は、154.755 km²。

## 住民

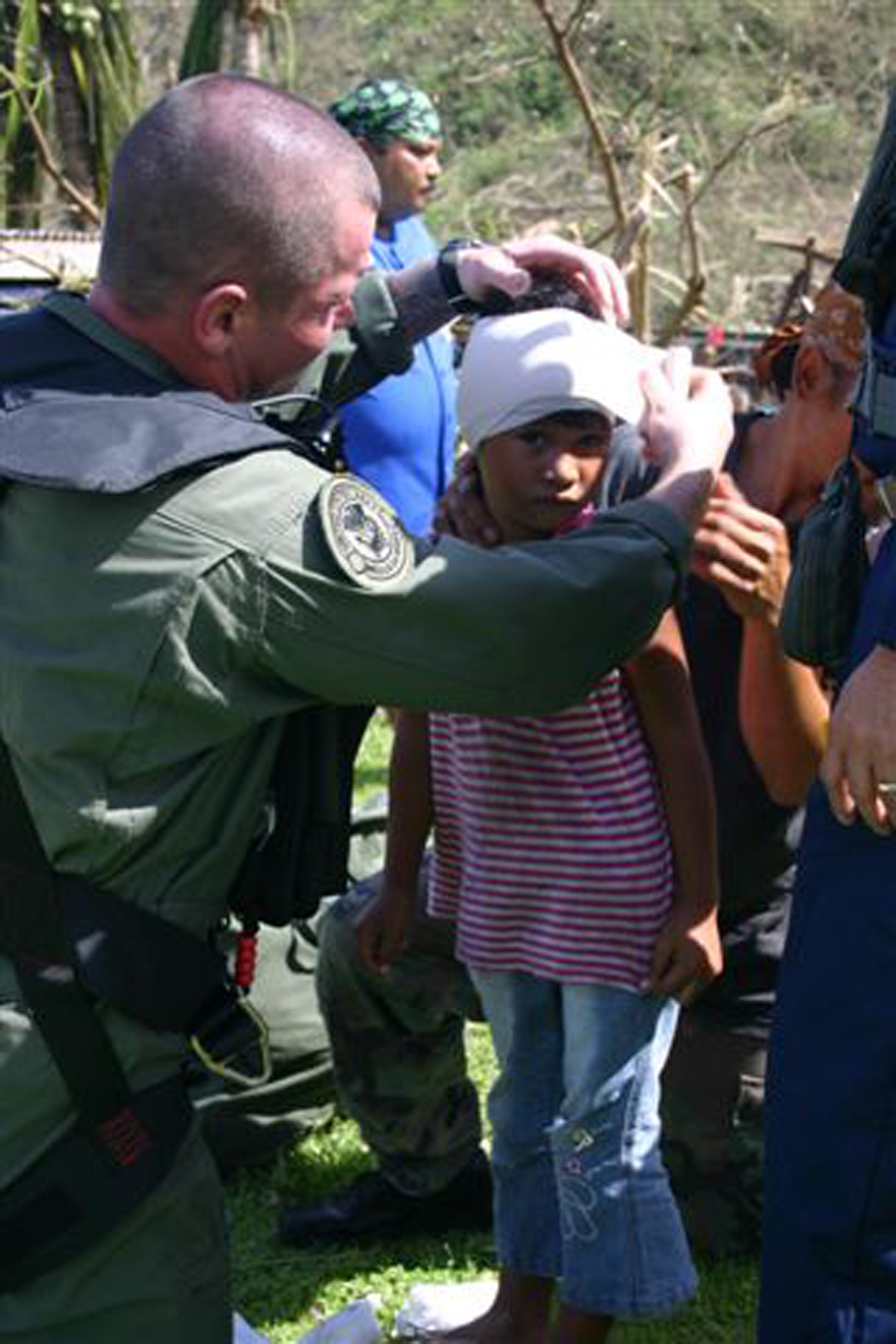
米軍衛生兵の手当てを受けるアラマガン島民の少女（2009年9月17日）

市には100人以上の有権者が登録されている（北マリアナ諸島議会の選挙区は、サイパンの選挙区のうちのひとつと一緒のグループにされている）が、2010年に行われたアメリカ合衆国の国勢調査 (2010 United States Census) では、北部諸島市に定住人口はいないと報告された。しかしながら、パガン島とアグリハン島には季節的な居住者がいることが知られている。
北部諸島の島民の多くは、経済上、教育上の理由などで、サイパン島に第二の住居を持っている。また、いくつかの島では火山活動や台風のため住民の避難が行われたことがある（1980年代前半のパガン島、2003年のアナタハン島、2009年9月のアラマガン島など）。市長の公邸及び市庁舎は、伝統的にパガン島のショムション（Shomushon）集落に置かれていたが、現在はサイパンへの「亡命」を余儀なくされている。
- パガン島
- アグリハン島
- アナタハン島

## 交通・通信
パガン島には小規模な飛行場があるが、これを除けば船以外の交通手段はない。電気や電話を供給するシステムは存在せず、通信手段は発電機と無線に頼ることになる。

## 経済
もともとは、農業と漁業が唯一の産業であった。1980年代前半の火山噴火以降、ポゾラン（コンクリート用のシリカ質混合材）の採掘が小さな産業となっている。